# كورانولين
كورانولين هو هيدروكربون عطري متعدد الحلقات من مجموعة مركبات السيركولين، له الصيغة الكيميائية C20H10.
يتألف الكورانولين بنيوياً من اندماج خمس حلقات بنزين حول حلقة خماسية مركزية (حلقي البنتان)، لذلك يسمى المركب أيضاً [5]سيركولين. وبما أن المركب يعتبر أيضاً قسماً من كرة بوكي، وله شكل الوعاء، فلذلك يسمى المركب أيضاً وعاء بوكي.

## التحضير
هناك عدة طرق لتحضير مركب الكورانولين، وذلك إما بطرق الاصطناع العضوي التقليدية أو باستخدام أسلوب التحلل الحراري السريع تحت الفراغ Flash vacuum pyrolysis؛ إلا أن الطريقة الأخيرة ذات مردود أقل بالمقارنة مع الوسائل الرطبة في كيمياء المحاليل، ولكنها تطرح طرقاً أوسع بالحصول على مشتقات أكثر.
حضر مركب الكورانين لأول مرة سنة 1966 باصطناع عضوي متعدد المراحل، أما طريقة التحلل الحراري السريع تحت الفراغ فتم تقديمها كوسيلة لتحضير المركب سنة 1991.
من الطرق التقليدية للحصول على مركب الكورانولين ومشتقاته إجراء تفاعل استبدال محب للنواة ثم تفاعل حذف على مشتق برومي من الفلورانثين باستخدام هيدروكسيد الصوديوم أو البوتاسيوم:
يمكن إزالة مجموعات البروميد باستخدام فائض من ن-بوتيل الليثيوم.

## الخواص
يبدي المركب خواص عطرية وذلك اعتماداً على نموذج ينطلق من نموذج حلقي البنتاديينيل العطري الحاوي على ست إلكترونات باي، يحيط به 14 إلكترون من الأنولين.
إلا أن هناك اعتبارات أخرى حسب الحسابات النظرية تجعل من هذا التقريب أمراً غير مبتوت فيه.

## اقرا أيضاً
- سيركولين